# Christian-Louis de Mecklembourg
Christian Louis de Mecklembourg (en allemand : Christian-Ludwig Herzog zu Mecklenburg), né le 29 septembre 1912 et mort le 18 juillet 1996, est le deuxième fils du dernier grand-duc régnant de Mecklembourg-Schwerin, Frédéric François IV.

## Biographie

### Jeunesse

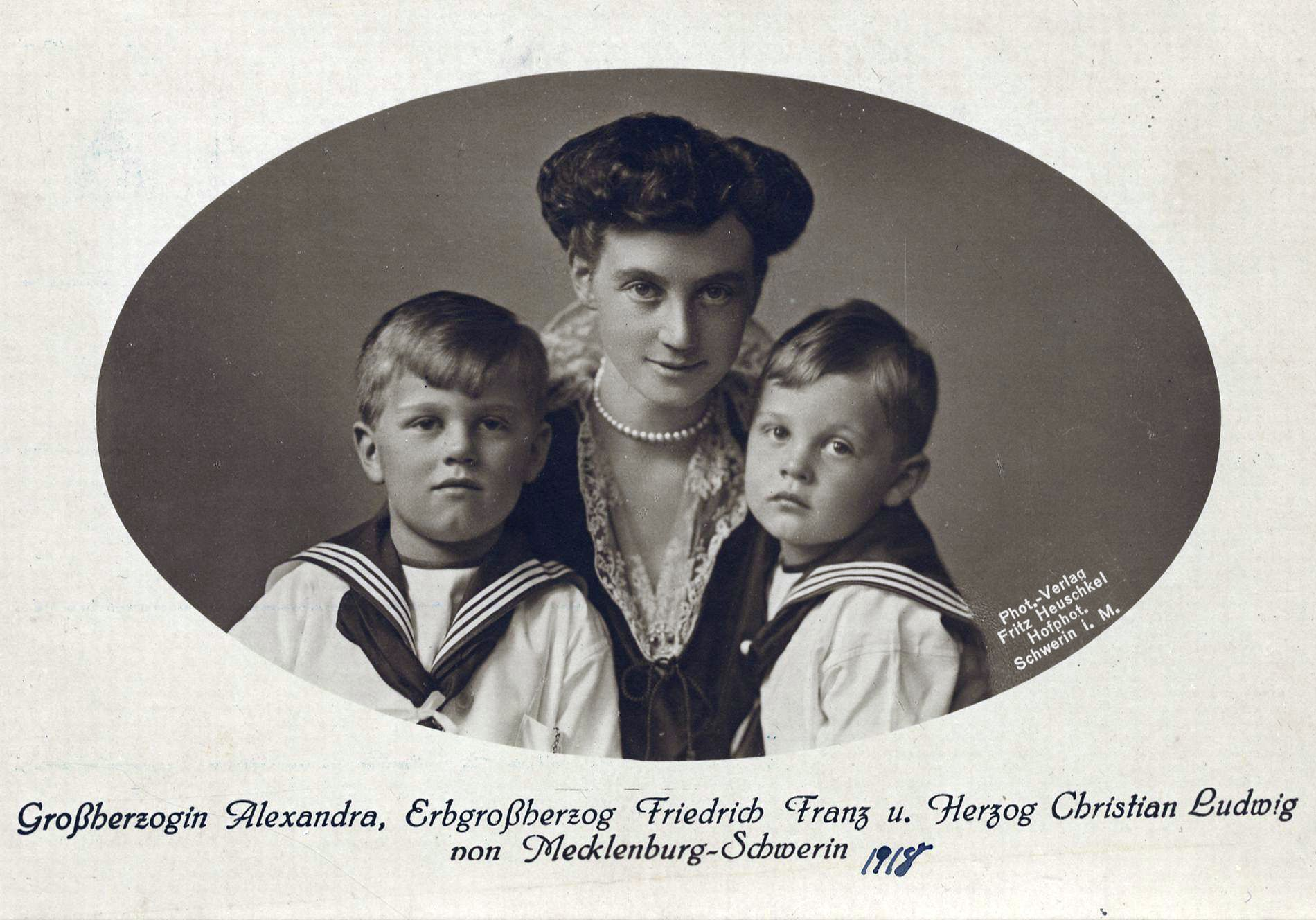
Photographié en 1918 (à droite) avec sa mère et son frère aîné.

Christian est né à Ludwigslust comme le deuxième enfant du grand-duc régnant de Mecklembourg-Schwerin, Frédéric François IV et de son épouse la princesse Alexandra de Hanovre, fille d'Ernest Auguste, prince héritier de Hanovre et de la princesse Thyra de Danemark. À la suite de la défaite de l'Empire allemand lors de la Première Guerre mondiale, son père abdique le 14 novembre 1918.
Après l'abolition de la monarchie, la famille s'exile en 1919 sur l'invitation de la reine Alexandrine, épouse de Christian X de Danemark et sœur du grand-duc, en exil au Danemark, où elle réside un an au palais Sorgenfri. Plus tard, la famille est retournée au Mecklembourg et a vécu à Gelbensande, et à partir de 1921, elle s'est installée au château de Ludwigslust. Après avoir terminé ses études, à l'automne 1935, Christian entre comme recrue dans le régiment de cavalerie 14 à Ludwigslust, avec lequel il est enrôlé en 1939 dans la Seconde Guerre mondiale. En 1944, il a été licencié en tant que membre d'une ancienne maison dirigeante des forces armées.

### Après la guerre
À la fin de la guerre, Ludwigslust fut d'abord occupée par les Britanniques, mais fut bientôt transférée à la zone d'occupation soviétique, de sorte que Christian Louis se rendit avec sa famille au château de Glücksburg dans le Schleswig-Holstein. Mais il revient bientôt à Ludwigslust pour s'occuper des biens familiaux et est fait prisonnier par les autorités militaires soviétiques. Après son emprisonnement, il a été transporté par avion à Moscou, où il a été condamné à la prison de Loubianka à une peine de 25 ans de prison.
En 1953, il est libéré après l'intervention de Konrad Adenauer pour les prisonniers de guerre allemands en Union soviétique et revient à Noël 1953 auprès de sa famille à Glücksburg.

### Mariage et famille
Le 5 juillet 1954 à Glücksburg, Christian Louis épouse civilement la princesse Barbara de Prusse, fille du prince Sigismond de Prusse et de la princesse Charlotte de Saxe-Altenbourg. Ils se sont mariés lors d'une cérémonie religieuse le 11 juillet 1954. Ils eurent deux filles :
- La duchesse Donata de Mecklembourg (née le 11 mars 1956), a épousé Alexander von Solodkoff, d'où descendance.
- La duchesse Edwina de Mecklembourg (née le 25 septembre 1960), a épousé Konrad von Posern (de), d'où descendance.